# أسامة رقيعة
أسامة رقيعة ، كاتب سوداني محام ومستشار قانوني وخبير في الشؤون القانونية، له العديد من المؤلفات والكتب.

## حياته
ولد في عام 1969 م بمدينة بورسودان السودانية، يقيم حاليا في دبي - دولة الإمارات العربية المتحدة، حيث يعمل مديراً ومستشاراً قانونياً للدائرة القانونية في واحدة من أكبر مجموعات القطاع الخاص بدبي .مدير القطاع الثقافي وعضو اللجنة الاستشارية في مجلس العلماء والخبراء السوداني في الخارج ،عضو نقابة المحاميين السودانين ،وعضو اتحاد كُتاب الانترنت العرب ،عضو الشبكة العربية للكُتاب والمبدعيين العرب .كاتب مشارك في عدد من الصحف والمجلات الاكترونية .

## مؤلفاته وأعماله
حصل على بكالوريوس في القانون عام 1994 من جامعة الخرطوم في السودان ،ودبلوم منهي في إدارة التركات والمواريث ،وشهادة تنظيم مهنة القانون عام يونيو 1996. وكمان حصل على شهادة الترخيص بمزاولة مهنة المحاماة والمثول امام المحاكم السودانية يونيو 1997.
يعتبر أول من كتب في قانون الشركات السوداني :
- حيث صدر له في العام 2000 م كتاب (المدخل لدراسة قانون الشركات ) عام1999
- كما صدر له كتاب (الشراكة في القانون السوداني والإنجليزى والهندي) عام 1997والذي قدم له كل من رئيس القضاء السوداني الاسبق مولانا حافظ الشيخ الذاكي والدكتور الطيب مركز رئيس شعبة القانون التجاري بكلية القانون جامعة الخرطوم [3]

صدر له في مجال القصة القصيرة والرواية:
- زهور البلاستيك - 2003رواية  عن دار فضاءات للنشر والتوزيع الأردنية [4]
- أحداث منتصف النهار - 2003رواية عن دار فضاءات للنشر والتوزيع الأردنية
- اللحن المفقود -2015 رواية عن دار فضاءات للنشر والتوزيع الأردنية [5]
- الوتر الضائع-2013 رواية  عن دار فضاءات للنشر والتوزيع الأردنية [6]
- ذكريات مدام س-2000وهي عبارة عن مجموعة قصص روائية عن دار فضاءات للنشر والتوزيع الأردنية [7]
- عبقرية سعيد لوتاة  -سير و تراجم -2005
- في عام 2023 نال جائزة الكتاب الذهبي عن كتابه خواطر وترحال - في أدب الرحلات -2010  وجائزة سفير الأبداع الدولي لعام 2024 عن دار فضاءات للنشر والتوزيع الأردنية.[8]
- تُرجمت بعض أعماله الادبية الي اللغة التركية مثل رواية احداث النهار ،والي اللغة الامهرية مثل رواية ذكريات مدام س،والي اللغة الفارسية مثل رواية زهور البلاستيك ،وكُتبت حول رواياته العديد من المقالات والبحوث القانونية والادبية والثقافية نُشر اغلبها بالصحافة العربية وبعض المجلات المختصة.
- شارك في العديد من الدورات التدريبية في التحكيم،والمنازعات الهندسية ،والتأمين والشركات العائلية.وكما حاز على الاقامة الذهبية عن فئة المبدعين من دبي عام2021 . وعلي دكتوراة فجرية في الشركات عام 2024 من الجامعة الأمريكية للتقانة والعلوم.

## روابط خارجية
- مقالة عن روايته اللحن المفقود